# Wilhelm zu Stolberg-Wernigerode (Diplomat)
Wilhelm Prinz zu Stolberg-Wernigerode, vollständiger Name Friedrich Wilhelm Heinrich Prinz zu Stolberg-Wernigerode, (* 23. Juli 1870 in Hannover; † 23. Januar 1931 in Posen) war ein deutscher Diplomat.

## Leben
Wilhelm zu Stolberg-Wernigerode wurde als dritter Sohn von Graf Otto zu Stolberg-Wernigerode (1837–1896) und Prinzessin Anna Elisabeth Reuß zu Köstritz (1837–1907) geboren. Er trug seit seiner Geburt den Titel eines Grafen mit der Anrede Erlaucht und ab 1890, als sein Vater von Kaiser Wilhelm II. in den Fürstenstand erhoben wurde, den Titel eines Prinzen mit der Anrede Durchlaucht. Am 10. Januar 1910 heiratete er auf Schloss Schönberg Prinzessin Elisabeth (genannt Edda) von Erbach-Schönberg (1883–1966), Tochter von Fürst Gustav Ernst zu Erbach-Schönberg (1840–1908) und Prinzessin Marie Karoline von Battenberg (1852–1923). Aus dieser Ehe gingen der Sohn Ludwig-Christian (1910–1945) und die Tochter Anna (1912–1914) hervor. Ludwig-Christian heiratete 1937 Anna Reichsgräfin Schlitz von Görtz und hatte vier Kinder.
Wilhelm zu Stolberg-Wernigerode wurde zum Dr. jur. promoviert und trat in den diplomatischen Dienst. Anfangs war er dritter Sekretär der deutschen Botschaft in St. Petersburg, danach Geschäftsträger in Luxemburg und anschließend zweiter Sekretär der deutschen Botschaft in London. Ab 1908 war er Botschaftsrat und erster Sekretär der deutschen Botschaft in Rom, ab 1911 hatte er diese Position an der deutschen Botschaft in Wien inne. In den Jahren 1919 und 1920 war er schließlich Botschafter des Deutschen Reichs in Österreich.

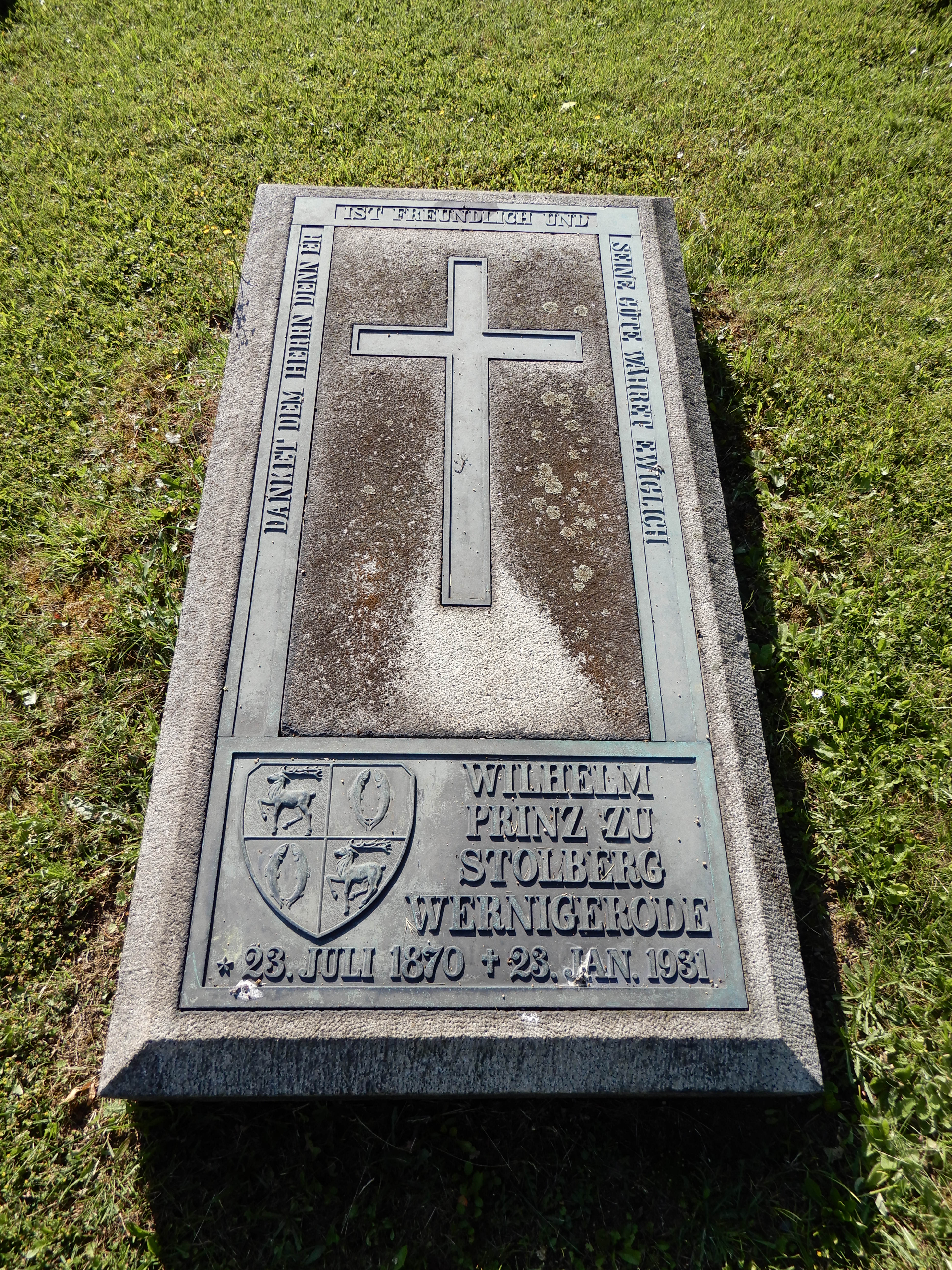
Grabstätte in Wernigerode

Wilhelm von Stolberg-Wernigerode war evangelischer Konfession. Er verstarb im Alter von sechzig Jahren 1931 in Posen. Sein Grab befindet sich auf dem Schlossfriedhof in Nöschenrode.